# Carmichaelia violacea
Carmichaelia violacea är en ärtväxtart som beskrevs av Thomas Kirk. Carmichaelia violacea ingår i släktet Carmichaelia och familjen ärtväxter. Inga underarter finns listade i Catalogue of Life.